# Eubrachyura
Eubrachyura — група десятиногих ракоподібних, що називається секцією.
Ця група розділена на дві підсекції, на підставі статевих отворів в обох статях. У підсекції Heterotremata отвори знаходяться на ногах у самців, на грудях у самиць, а в підсекції Thoracotremata отвори на грудях у обох статях. Це контрастує з ситуацією в інших раків, у яких статеві отвори завжди знаходяться на ногах.
Heterotremata є більшою з двох груп, вона містить надродини  Xanthoidea і Pilumnoidea і всі прісноводні краби (Gecarcinucoidea, Potamoidea)
Найдавніші скам'янілості Eubrachyura відомі з середньої Юри)